# بودیکا
بودیکا (به انگلیسی: Boudica) در سال ۶۰ میلادی، فرماندهٔ یکی از قبیله‌های سلت به نام آی سینی بود.

## اقدامات
وی پس از مرگ شوهرش پراسوتاگوس، رهبر قبیلهٔ آی سینی شد. اما حاکمان روم در بریتانیا، اعلام کردند که قلمرو  آی سینی ، باید بخشی از امپراتوری روم محسوب شود، و به همین دلیل، دستور دستگیری وی را صادر کردند. بلافاصله، افراد  این قبیله ، به رهبری ملکهٔ بلند قد خود، قیام کردند. آن‌ها چند منطقهٔ بسیار بزرگ را به تصرف خود درآوردند و ۷۰٬۰۰۰ رومی و متحدانشان را به قتل رساندند. به دنبال این واقعه، یک ارتش مجهز رومی، قیام را شکست داد و بودیکا مجبور شد خودکشی کند تا به دام رومیها نی افتد.. در طول قیام ملکه بودیکا نیمی از مردم بریتانیا در این قیام به وی ملحق شدند.

## تصویرسازی مدرن
در سینما و تلویزیون
- بودیسیا (۱۹۲۷)، یک فیلم صامت تاریخی بریتانیایی به کارگردانی سینکلر هیل و با بازی فیلیس نیلسون-تری.[۱]
- ملکه جنگجو (۱۹۷۸)، یک سریال تلویزیونی بریتانیایی ساخته مارتین ملت و با بازی سیان فیلیپس.[۲]
- بودیکا (۲۰۰۳)، یک فیلم تلویزیونی بیوگرافی-تاریخی بریتانیایی به کارگردانی بیل اندرسون و با بازی الکس کینگستون.[۳]
- بودیکا (۲۰۲۳)، یک فیلم درام اکشن بریتانیایی به کارگردانی جسی وی. جانسون و با بازی اولگا کوریلنکو.[۴]